# Municipio de Actopan (Hidalgo)
El municipio de Actopan es uno de los ochenta y cuatro municipios que conforman el estado de Hidalgo en México; cuya cabecera municipal y localidad más poblada es Actopan.
Se encuentra entre los paralelos 20° 10′ y 20° 27′ de latitud norte; los meridianos 98° 47′ y 99° 00′ de longitud oeste. De acuerdo al INEGI cuenta con una superficie de 271.81 km², y representa el 1.31 % de la superficie del estado y ocupa el 30.º lugar entre los municipios de Hidalgo por superficie.
Se encuentra ubicado al centro del territorio hidalguense, La parte centro y sur del territorio municipal se encuentra dentro de la región geográfica denominada como Valle del Mezquital; la parte norte y noreste se encuentra en la Sierra Baja, y una parte al este del territorio pertenece a la Comarca Minera.
Conforme al resultado del Censo Población y Vivienda 2020 del INEGI, el municipio cuenta con 61 002 habitantes, lo que representa el 1.98 % de la población estatal; ocupa el lugar 10.º entre los municipios de Hidalgo por población. Tiene una densidad de población de 224.4 hab./km². En 2015 el municipio presentó un IDH de 0.776 (Alto), con estos datos ocupó el 12.º entre los municipios de Hidalgo por IDH.
Colinda al norte con los municipios de Santiago de Anaya y Metztitlán; al este con los municipios de Metztitlán, Atotonilco el Grande, Mineral del Chico y El Arenal; al sur con los municipios de El Arenal, San Agustín Tlaxiaca y Ajacuba; al oeste con los municipios de Ajacuba, San Salvador y Santiago de Anaya.

## Toponimia

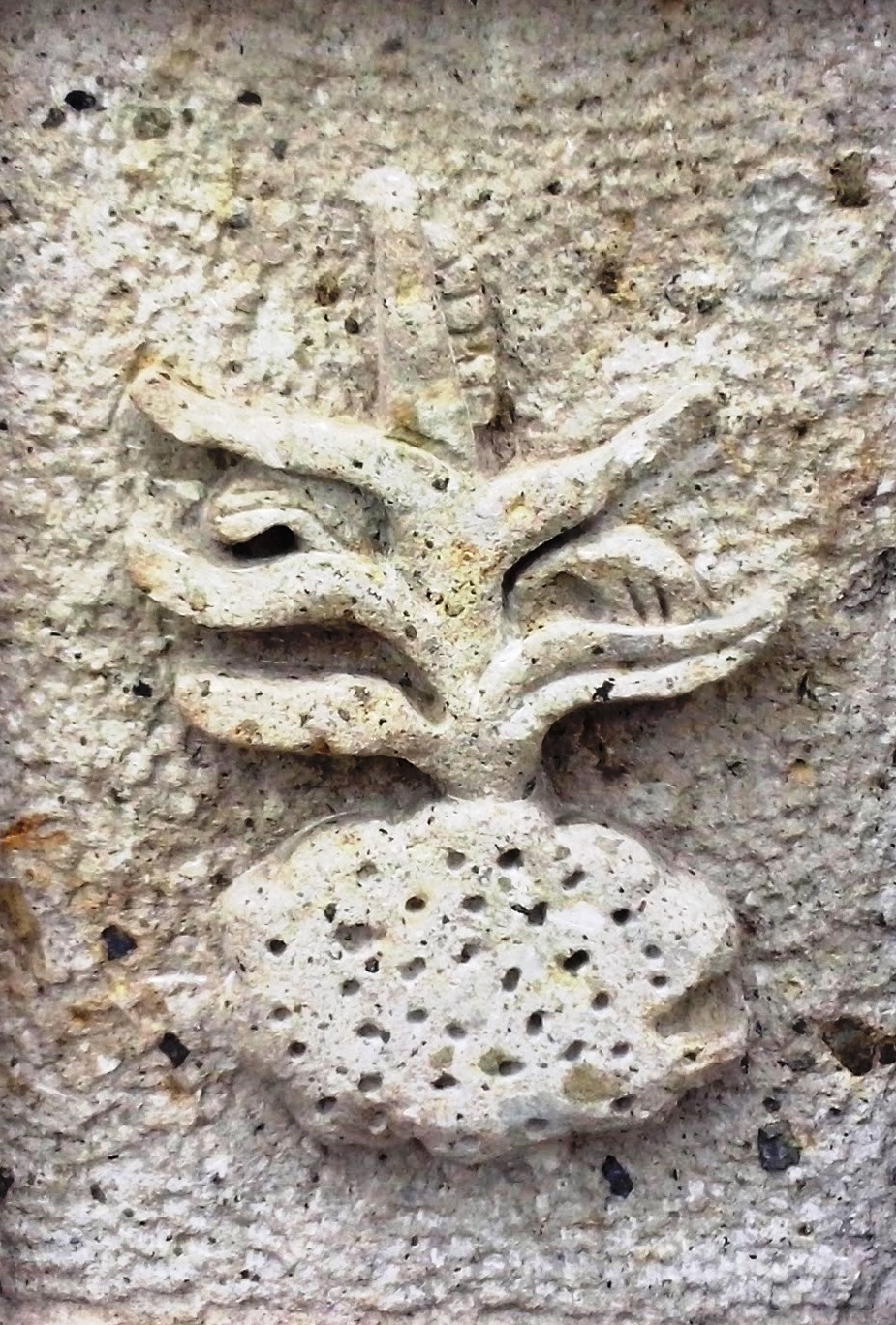
Relieve del glifo de Actopan en la Rotonda de los Hidalguenses Ilustres.

El municipio toma el nombre de la cabecera municipal: Actopan. Actopan en derivada del náhuatl atoctli, cuyo significado es ‘tierra gruesa, húmeda o fértil’, y pan, que significa ‘en’ o ‘sobre’, por lo que la traducción quedaría de la siguiente forma: «sobre tierra gruesa, húmeda y fértil».
El glifo, que representa a Actopan está conformado por una caña de maíz en jilote y mazorcas sobre un terrón. Esta representación es comúnmente usada como el escudo de la ciudad.

## Historia
Fue un asentamiento de otomíes en la etapa prehispánica; según el Diccionario universal de historia y de geografía, la ciudad de Actopan fue fundada el 16 de julio de 1546; aunque la fecha en que se celebra el aniversario de la fundación de la localidad corresponde al 8 de julio. Fue elevado a Alcaldía mayor a mediados del siglo XVI, en el año de 1760, se dio la fundación de la comunidad de La Loma.
Después pasó a ser Subdelegación en el periodo de las reformas borbónicas y adquirió el carácter de Ayuntamiento y Cabecera de partido, dependiente del distrito de Tula, el 6 de agosto de 1824. El 26 de abril de 1847, el Congreso del estado de México elevó a la categoría de villa al pueblo de Actopan.
El 15 de octubre de 1861, se consigna Actopan como distrito del estado de México. El 8 de agosto de 1865, se consigna Actopan como municipalidad del distrito del mismo nombre. El 16 de enero de 1869, el distrito de Actopan queda segregado del estado de México para erigir el estado de Hidalgo. Para finales del siglo XIX, se dieron las fundaciones de las localidades de Mesa Chica, Cañada Chica, Santa María Magdalena y El Boxtha.
El 21 de septiembre de 1920, Actopan se consigna como municipio libre, formando parte del distrito del mismo nombre. Al conmemorarse el cuarto centenario de la fundación de Actopan, el 8 de julio de 1946, la XXXVIII Legislatura del Congreso del estado de Hidalgo, le dio la categoría de ciudad a la localidad de Actopan. El 6 de septiembre de 1993 Actopan como municipio forma parte del estado de Hidalgo.

## Geografía

### Relieve

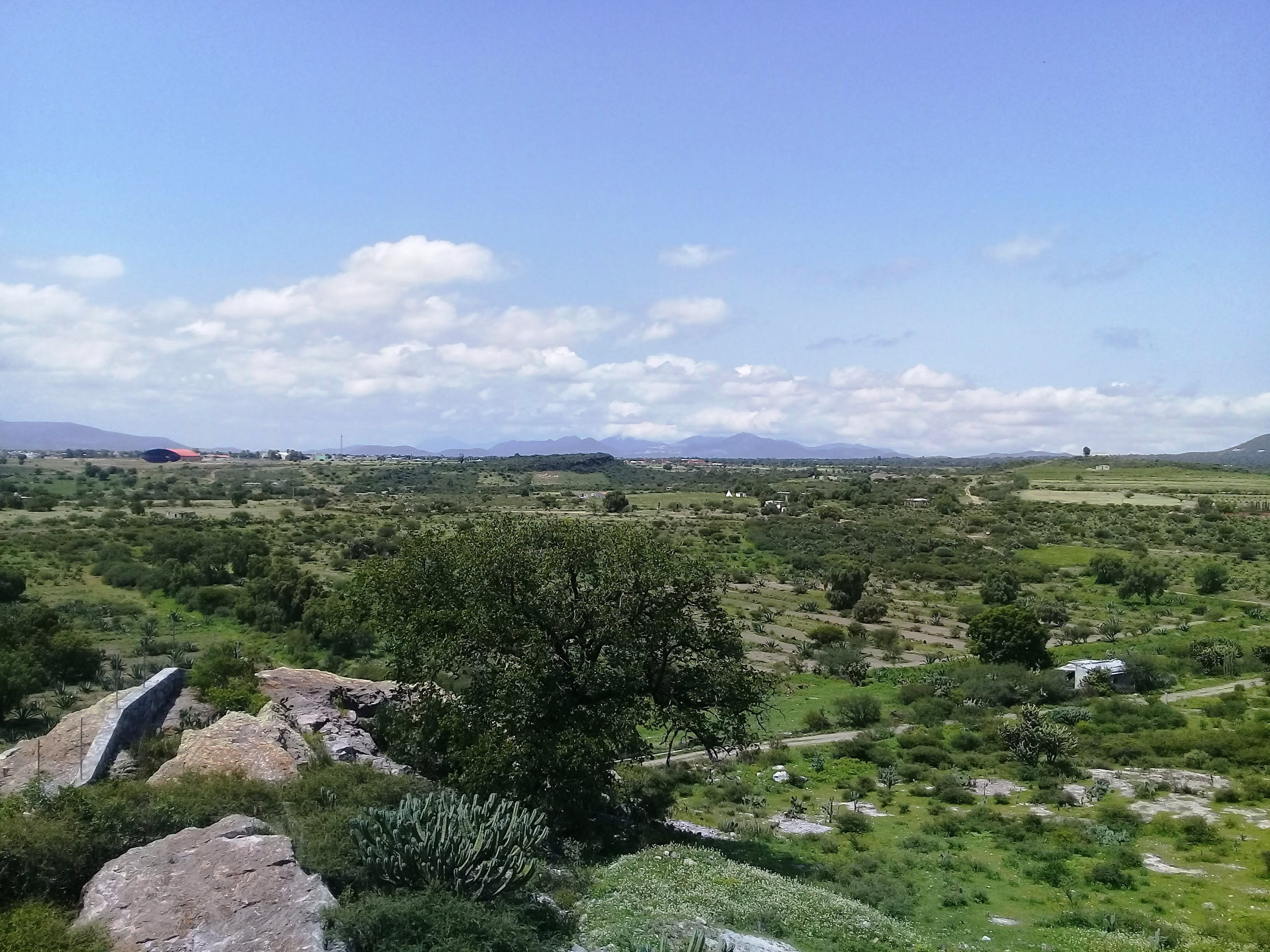
Valle de Actopan al centro del municipio, perteneciente al Valle del Mezquital.

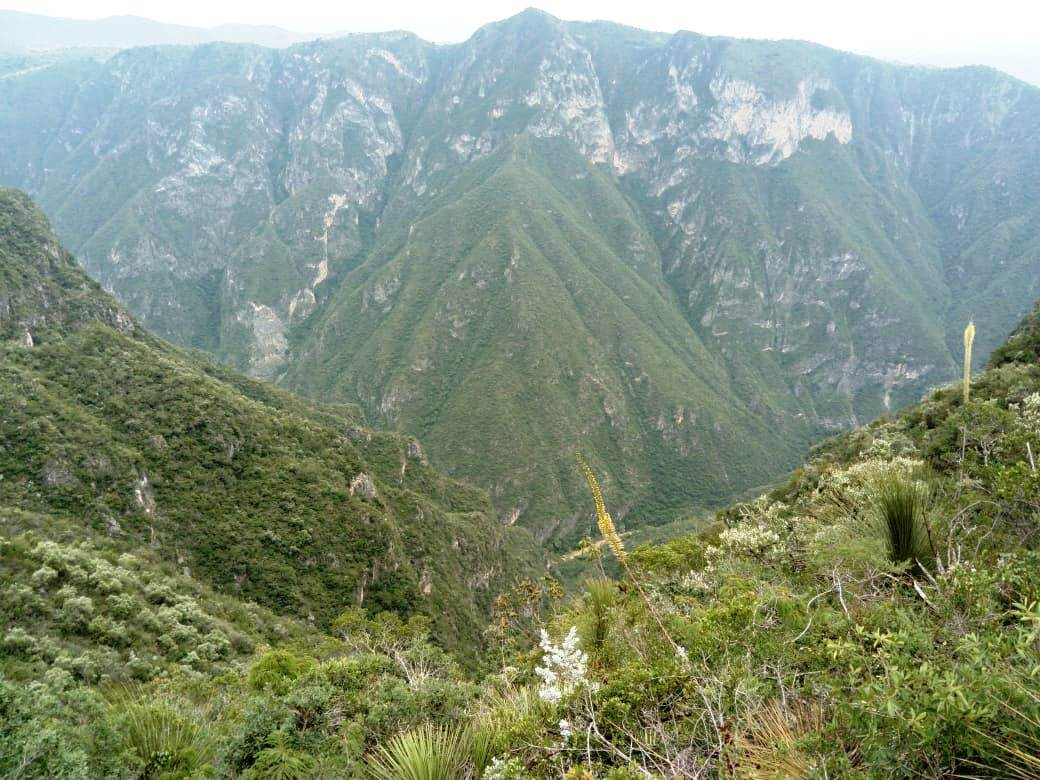
Barranca Amajac al norte del municipio, perteneciente a la Sierra Baja.

En cuanto a fisiografía se encuentra dentro de las provincias del Eje Neovolcánico (50.0 %) y la Sierra Madre Oriental (50.0 %). El relieve del municipio es sierra (52.5 %), llanura (38.0 %) y cañón (9.5 %); con una altitud entre 1300 y 2900 m s. n. m. (metros sobre el nivel del mar), y altitud promedio de 2074.12 m s. n. m.
La Sierra Madre Oriental dentro de la subprovincia Carso Huasteco abarca la región norte y nororiente del municipio, iniciando a 2 km al norte de las localidades de La Estancia y Xideje. En esta provincia y subprovincia se sitúan las localidades de Mesa Chica, El Senthé, El Paraje, Plomosas, Las Mecas, El Saucillo y Santa María Magdalena. En un ámbito local esta área está comprendida por las sierras de Actopan y Pachuca, sus elevaciones varían de 2200 y 2500 m s. n. m., y se levantan entre 300 y 500 m sobre el nivel de los valles. También al norte se encuentra el cañón formado por el río Amajac.
El Eje Neovolcánico dentro de la subprovincia Llanuras y Sierras de Querétaro e Hidalgo cubre la porción centro y sur del municipio, donde se asienta la cabecera municipal y las localidades de Chicavasco, El Huaxtho, El Boxtha y El Daxthá. En un ámbito local esta área está comprendida por el valle de Actopan, con una altitud promedio de 2000 m s. n. m.
En cuanto a orografía, de las principales elevaciones presentes en el municipio, se encuentran el cerro Grande ubicado entre las localidades de La Estancia y Santa María Magdalena; el cerro Corona con una elevación de 2560 m s. n. m. situado al sudeste del municipio; el cerro La Bandera con 2520 m s. n. m. muy próximo al municipio de Santiago de Anaya. En la localidad de Plomosas se encuentra la caverna de Nijamay, que significa 'capilla en el cerro' o 'nido de aves en la montaña'; en su interior se encuentran estalactitas, estalagmitas y estalagnatos.

Mapa de relieve del municipio de Actopan.

### Geología

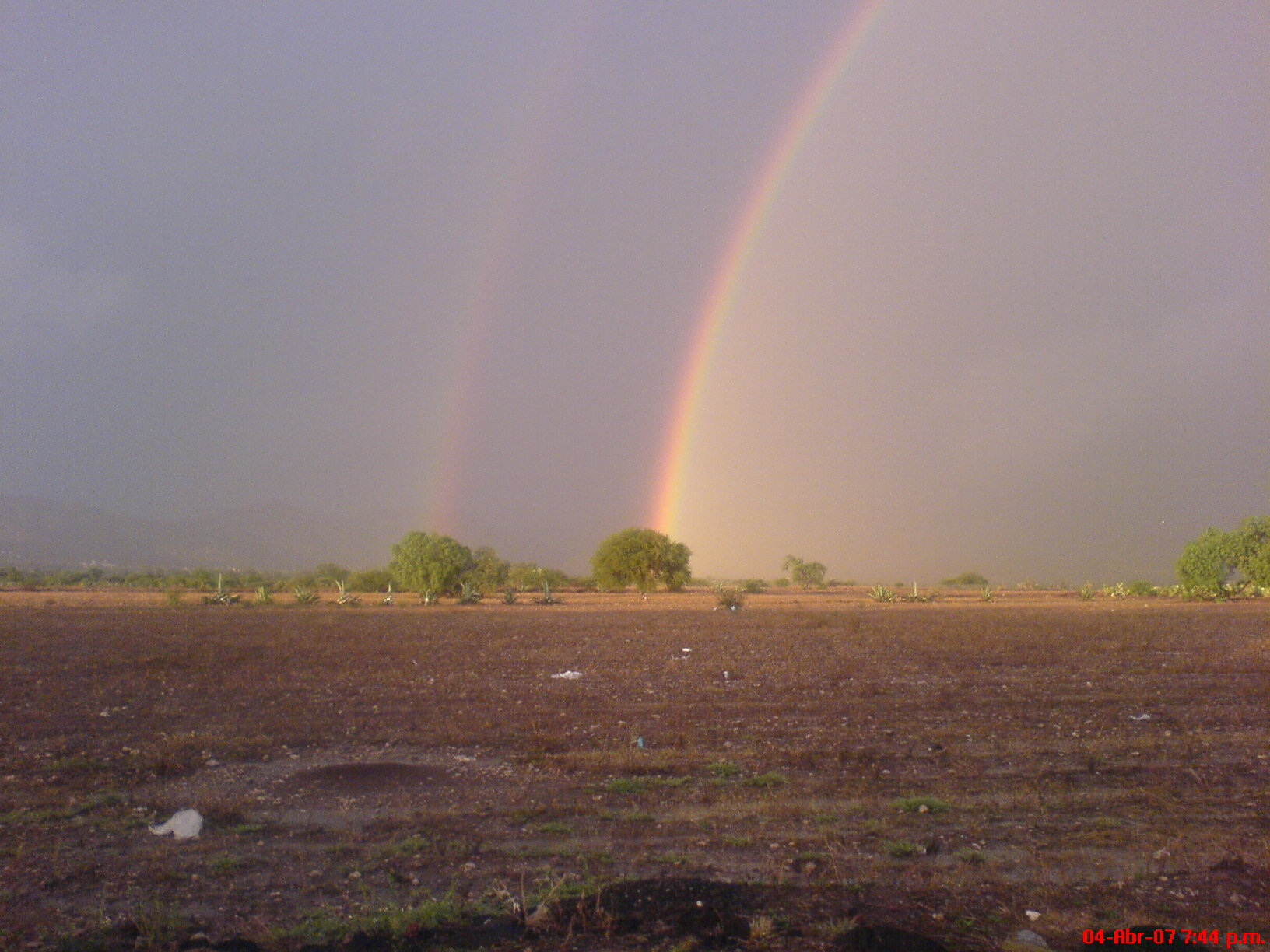
Valle de Actopan.

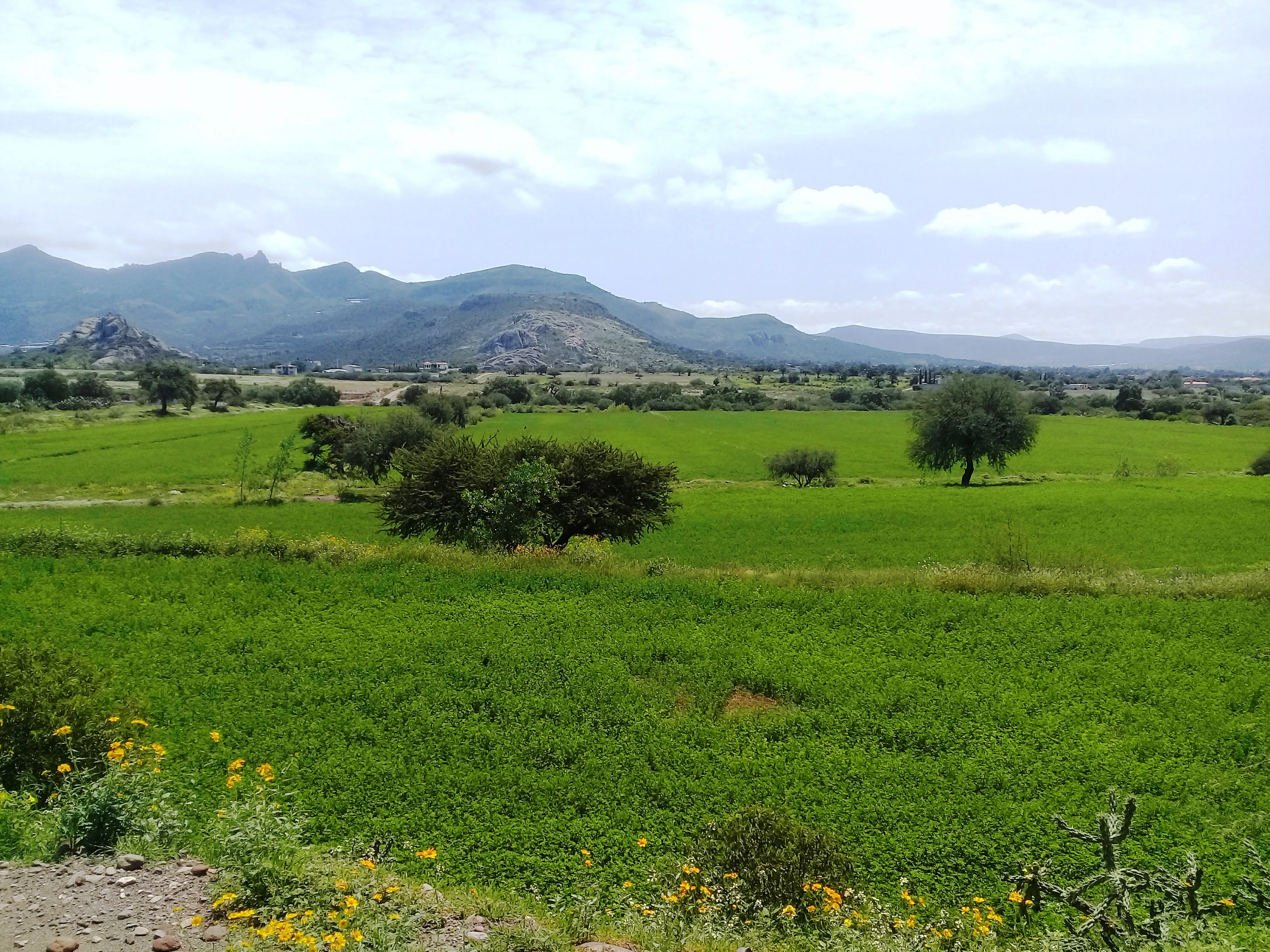
Valle de Actopan.

En cuanto a su geología corresponde al periodo Neógeno (58.0 %), Cretácico (28.0 %) y Cuaternario (7.0 %). Con rocas tipo ígnea extrusiva: andesita brecha volcánica intermedia (31.0 %), volcanoclástica (23.0 %), toba ácida-brecha volcánica ácida (3.0 %) y basalto-brecha volcánica básico (1.0 %): sedimentaria: caliza (28.0 %) y suelo tipo aluvial (7.0 %). Se encuentra al margen norte del Eje Neovolcánico y en el extremo sur de la Sierra Madre Oriental lo cual le confiere características geológicas y tectónicas particulares, por lo que en la región existen fallas, provocando una actividad sísmica.
El 27 de enero de 1987, se reportó un sismo de 4.1 en escala Richter; con una profundidad de 15 km. Del 17 al 21 de mayo de 2010, se presentaron 22 sismos en la región. El 17 de abril de 2010, se reportó un sismo de 4.1 en escala Richter; el movimiento se produjo a las 02:03 a. m. y su epicentro se ubicó 13 km al norte de la ciudad. El 18 de mayo de 2010, se registraron cinco sismos; el primero a las 00:29 a. m. con una intensidad de 4.3. El segundo a las 00:32 a. m. de 3.6 y el tercero, a las 00:36 a. m. de 3.3. El cuarto ocurrió a las 02:37 a. m. de 3.3. Y el quinto y que más se sintió en Pachuca, fue a las 11:34 p. m. de 3.2. El epicentro ocurrió a 12 km al noreste de la ciudad, con una profundidad de 3 km.
El 20 de mayo de 2010, se reportó, a las 16:11 horas, un sismo de 3.8 en escala Richter, ocurrido a 11 km al norte de la ciudad, con una réplica esa misma noche de 3.2. El 21 de mayo, se registraron tres movimientos más, al norte y al noroeste. El primero, a las 00:29 a. m. de 3.2, el segundo, a las 00:30 a. m. de 3.3 y, el tercero, a las 8:56 a. m. de 3.1. También el terremoto de Guerrero de 2011 y los terremotos de Guerrero-Oaxaca de 2012 se sintieron levemente en la ciudad.
El 7 de julio de 2015, se reportó un sismo de 3.0 en escala Richter, y se suscitó a las 07:32 p. m. el Servicio Sismológico Nacional (SSN) indica que el epicentro se situó a 16 km al noroeste de Actopan en el municipio de Santiago de Anaya. El 15 de marzo de 2016, se reportó otro sismo de 3.0, a las 9:54 a. m. con epicentro a 8 km al noreste de Actopan. El 9 de septiembre de 2017, el Servicio Sismológico Nacional reportó a las 09:03 p. m. un sismo de 4.0 en escala de Richter, en el municipio de Zacualtipán de Ángeles, que se sintió levemente en la ciudad. El terremoto del 7 de septiembre en Chiapas y el del 19 de septiembre en Puebla se sintieron en la ciudad y, en términos generales, no hubo daños estructurales graves.
Del 19 de septiembre de 2017 al 19 de septiembre de 2018, el municipio de Actopan acumuló 22 terremotos, todos ellos de menos de 4.0 en escala Richter. El sismo de mayor magnitud fue de 3.9 y ocurrió el 20 de marzo de 2018, al noroeste del municipio. En 2019, Actopan registra seis sismos, con escalas desde los 2.5 a 3.6 en escala Richter. Entre el 3 y el 5 de abril, se registraron 3 sismos. El 13 de junio de 2018, la dirección de Protección Civil (PC) puso en marcha un sismógrafo en la localidad.
Entre el 3 y 5 de abril de 2019, se registró tres sismos en Actopan. El primero se registró a las 2:05 a. m. el 3 de abril, con una magnitud de 2.5 grados Richter, con epicentro 15 km al noroeste de Actopan. El segundo se dio a las 01:09 p. m. horas del 4 de abril, con magnitud de 3.2 grados y con epicentro 8 km al suroeste. El tercero fue a las 08:51 p. m. con magnitud de 3 grados Richter, y localizado 6 kilómetros al suroeste.
El 27 de mayo de 2020, se registró un sismo de magnitud 3.5 grados, el epicentro ocurrió a 14 km al suroeste de Actopan, a las 09:46 p. m. y una profundidad de 9 km. El 8 de agosto de 2020, se registró un sismo de magnitud 2.5 grados, el epicentro ocurrió a 11 km al oeste de Actopan, a las 09:01 a. m.; otro temblor se registró con una magnitud 3.6 grados, el epicentro ocurrió a 22 km al norte de Actopan, a las 02:19 a. m. El 7 de abril de 2022, se registró un sismo las 3:52 horas, con epicentro a 12 kilómetros al oeste de Actopan, con magnitud 2.6 y con una profundidad de 5 km.

Mapa geológico del municipio de Actopan.

### Tipos de suelo
En cuanto edafología el suelo dominante es phaeozem (57.0 %), litosol (28.0 %), cambisol (5.0 %), vertisol (2.0 %) y regosol (1.0 %). La mayor parte de suelos presentan fases físicas: dúrica, dúrica profunda, lítica y petrocálcica. Únicamente los suelos que se desarrollan sobre materiales aluviales y rocas calizas carecen de fase física. La morfología de montañas y lomeríos con un sustrato geológico de Andesitas-Brechas volcánicas intermedias, dan origen a la unidad de cambisoles. Se distribuye en el oriente del municipio en las inmediaciones de la localidad San Andrés Tianguistengo.
La unidad de phaeozem tiene una amplia distribución en el municipio, cubre extensas áreas del norte, centro y sur de Actopan. Son suelos con una capa orgánica importante, el material original lo constituye un amplio rango de materiales no consolidados; en Actopan, los suelos phaeozem proporcionan las mejores condiciones topográficas y de fertilidad para la agricultura. Los litosoles, son suelos delgados y jóvenes formados sobre rocas compactas, en Actopan se desarrollan sobre rocas calizas en laderas de montañas con pendientes fuertes. Actualmente están ocupados preponderantemente por bosques de encino y matorrales.

Mapa suelos dominates del municipio de Actopan.

### Hidrografía

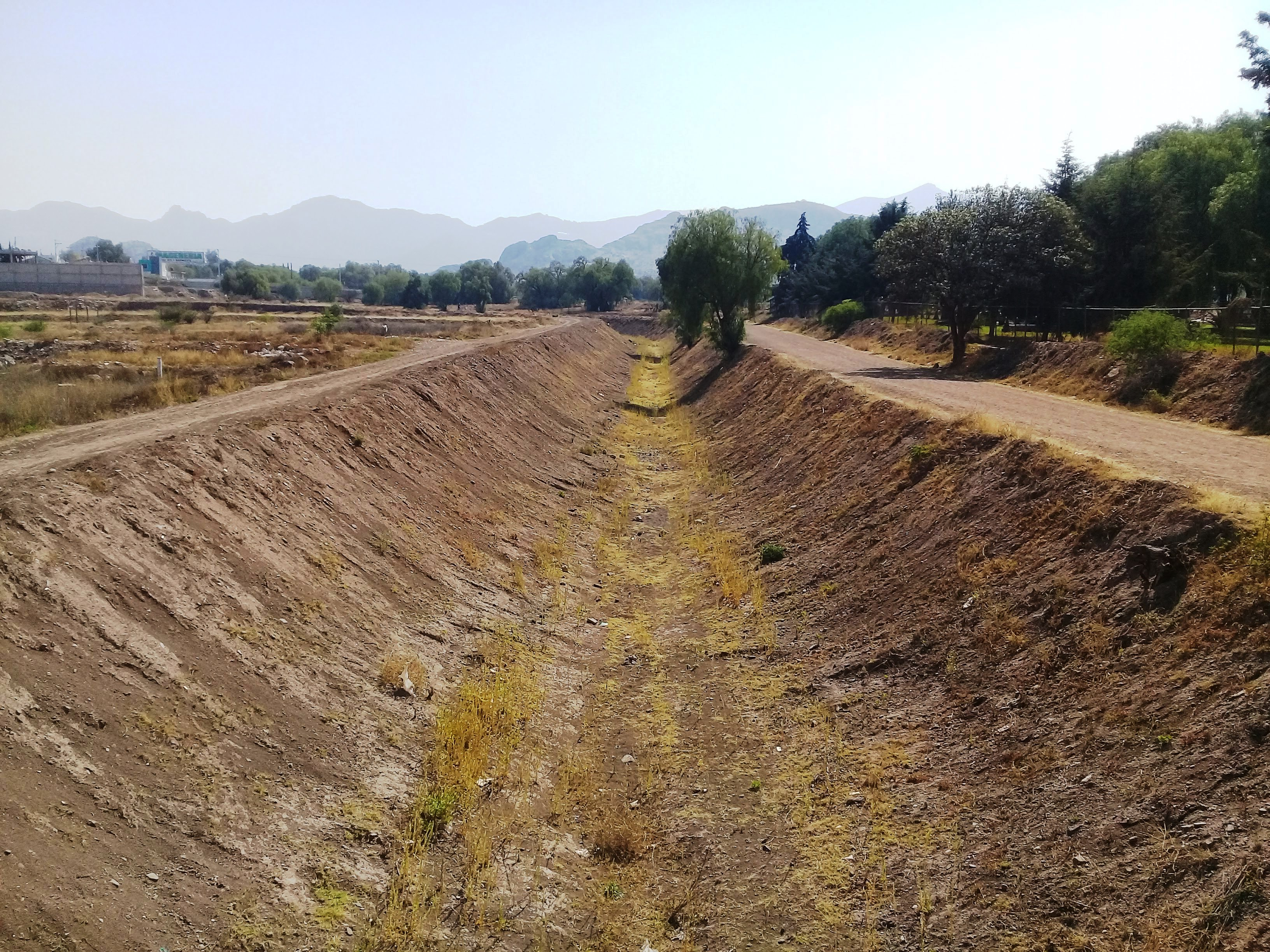
Riachuelo en la temporada seca.

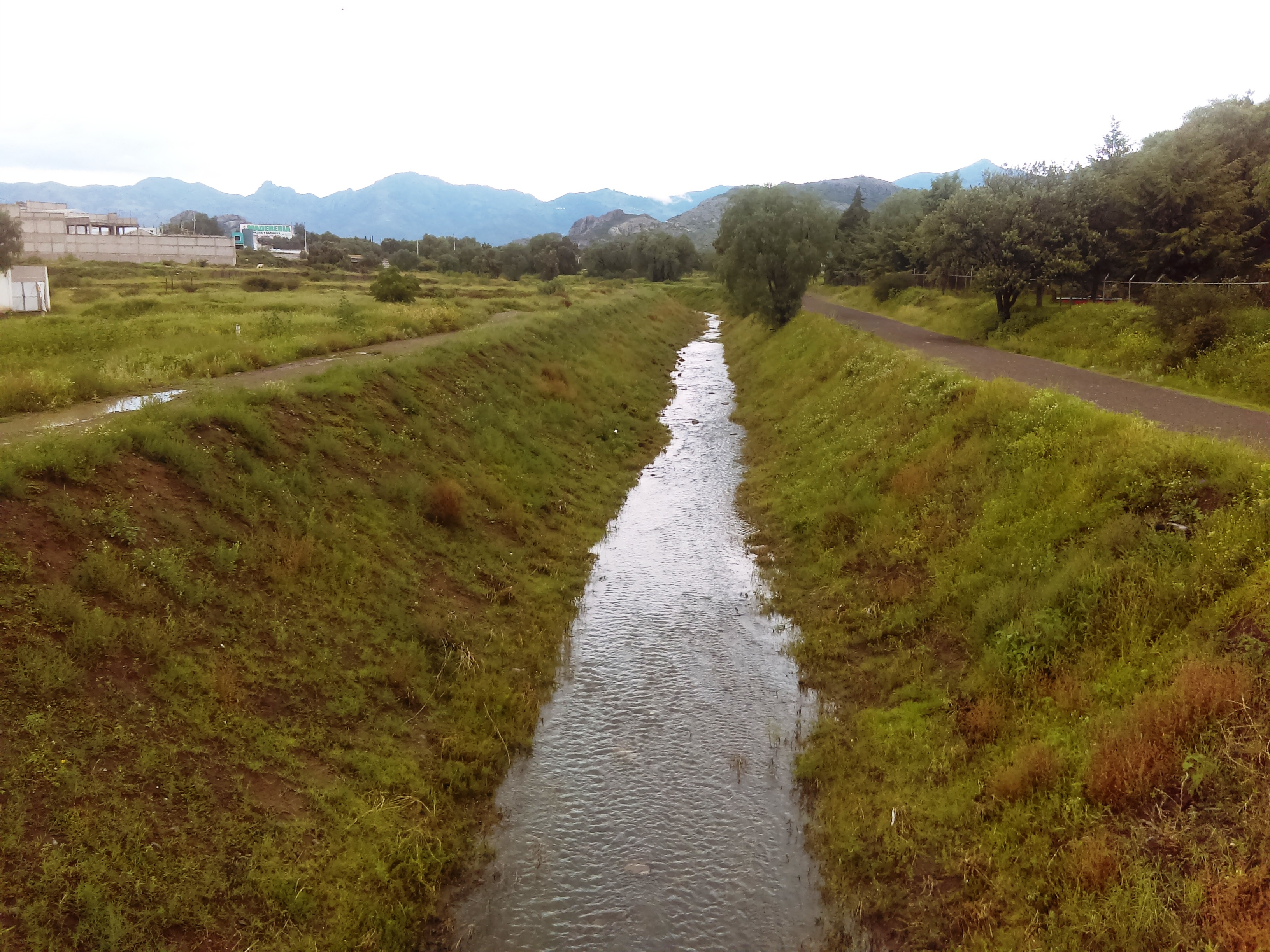
Riachuelo en la temporada de lluvias.

En cuanto a hidrografía se encuentra dentro de la región hidrológica del río Panuco en la cuenca del río Moctezuma; dentro de las subcuencas del río Amajac (56.0 %) y del río Actopan (44.0 %). Los escurrimientos de la subcuenca Amajac discurren en dirección noreste, en la cuenca Actopan los escurrimientos fluyen hacia la cabecera municipal. Las corrientes de agua que conforman el municipio son: Chicavasco y Puente de Palo en su parte sur; Las Mecas, San Nicolás, Las Militas y La Ordeña en el norte y Gualulo, Magdalena, El Paje, La Fuente y el Sabino al oriente.
En el territorio del municipio de Actopan se distinguen dos acuíferos, el primero (Acuífero Amajac), se ubica en los terrenos de rocas sedimentarias de la Sierra Madre Oriental; el segundo (Actopan-Santiago de Anaya) en los materiales granulares de relleno que datan del neógeno. El acuífero Actopan-Santiago de Anaya incluye un acuífero superior mismo que recibe una recarga inducida desde las partes altas del valle Progreso-Tepatepec-Actopan, por infiltración en los conductos de riego y excedentes de riego así como por la recarga natural de aguas pluviales y fluviales de las estribaciones de la sierra de Pachuca.

Mapa hidrológico del municipio de Actopan.

### Clima

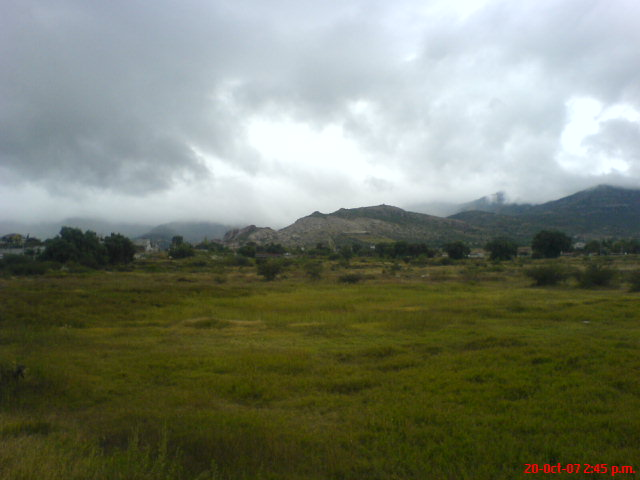
Temporada de lluvias en Actopan.

Presenta una diversidad de climas, la parte sur perteneciente al Valle del Mezquital y localizada en el denominado Valle de Actopan, presenta un clima semiseco templado, cubriendo el 40.0 % de la superficie; abarca el área comprendida entre La Estancia y Chicavasco pasando por la cabecera municipal. La parte media en donde se localizan las comunidades de Las Mecas y Plomosas, el clima es templado subhúmedo con lluvias en verano, de menor humedad cubriendo el 11.0 %; en la zona norte el clima es templado subhúmedo con lluvias en verano, de humedad media con el 41.0 %, y en la comunidad de San Andrés Tianguistengo el clima es templado subhúmedo con lluvias en verano, de mayor humedad con el 8.0 % del territorio municipal.
La temperatura promedio mensual oscila entre los 13 °C para los meses de diciembre y enero, que son los meses con las temperaturas más bajas; y de 20 °C para el mes de mayo, que registra las temperaturas más altas. La estación meteorológica de la ciudad ha estimado que la temperatura anual promedio es de aproximadamente 16 °C. La precipitación se encuentra entre un rango de 400 a 900 mm, con un promedio de los 390.1 mm, siendo los meses de junio y septiembre los de mayor precipitación, y los de febrero y diciembre los de menor.

Mapa climatológico del municipio de Actopan.

### Ecología

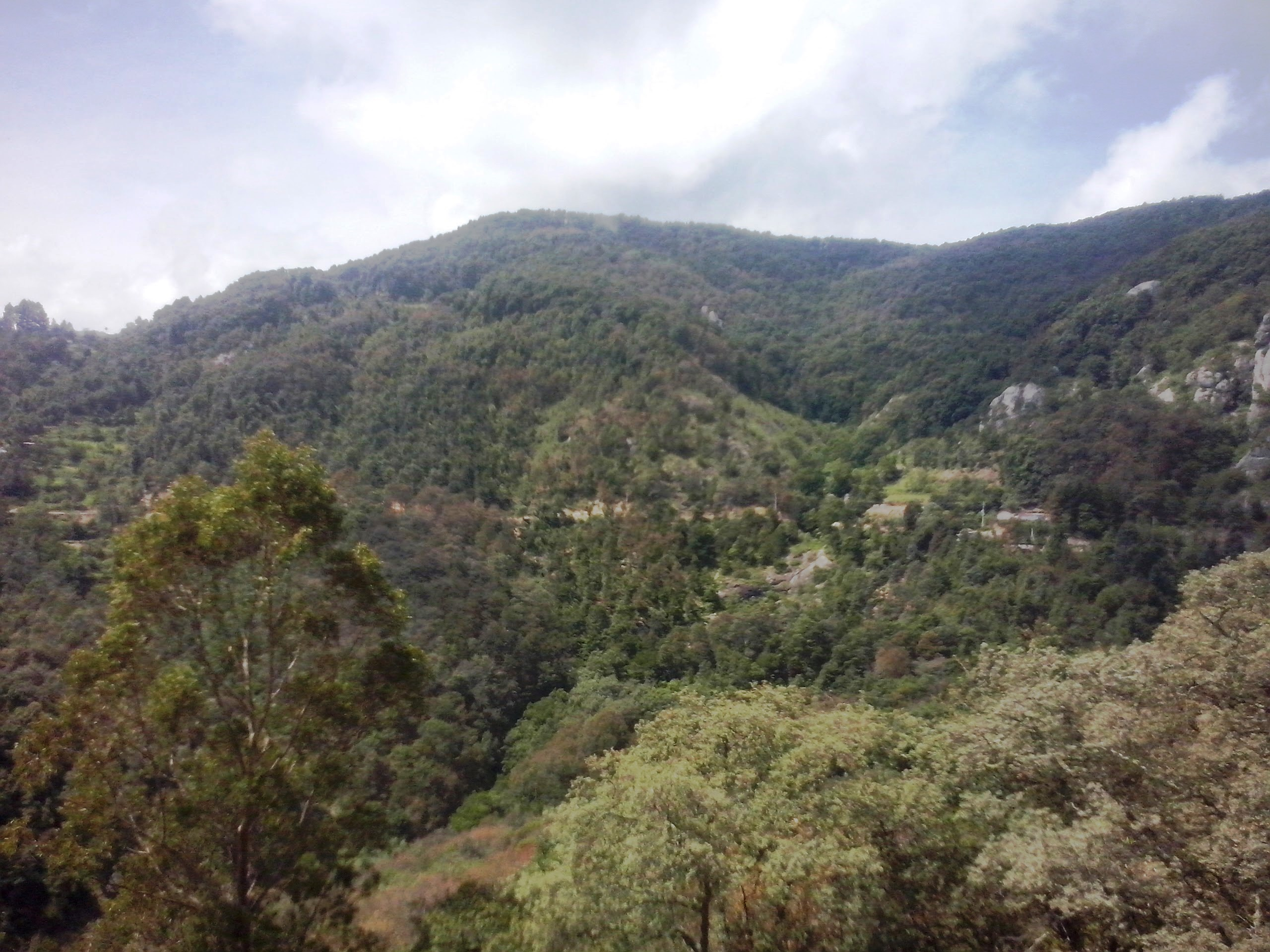
Bosque en la parte norte del municipio.

Actopan se ubica en las provincias florísticas Sierra Madre Oriental y Serranías meridionales dentro de la región Mesoamericana de Montaña. Al norte del municipio encontramos matorral submontano el cual se caracteriza por ser un tipo de vegetación arbustiva; el bosque de encino se extiende en el norte y centro del municipio. Al oeste se localizan pequeñas comunidades de Bosque de encino, al centro del municipio se extiende una franja de bosque de táscate; en el centro y oeste se encuentra vegetación de matorral crasicaule característico por la presencia de cactáceas. Del noroeste al centro y este se pueden distinguir comunidades de pastizal; al sur del municipio se presenta vegetación de matorral desértico rosetófilo.
El municipio tiene una flora compuesta en su mayor parte por arbustos (inermes y espinosos), magueyes, nanches, nopales, mezquites, garambullos, pitahayas y biznagas. En el municipio existen algunos tipos de árboles, como pirules, encinos, huizaches, fresnos y oyameles. La fauna perteneciente a esta región está compuesta por conejos, ardillas, tlacuaches, armadillos, gatos monteses y víboras de cascabel. La existencia de un suelo árido y las escasas lluvias de temporal que se presentan propician que se dé la presencia de coralillos, alacranes, lagartijas, camaleones, arañas, ciempiés, grillos, chapulines, hormigas y pinacates.
El 28 de junio de 2017, la Secretaría del Medio Ambiente y Recursos Naturales de Hidalgo (Semanath), confirmó la presencia de pumas en el municipio de Actopan; después de que pobladores de esta región, denunciaron ante las autoridades municipales, varios ataques a ganado, y el avistamiento del animal. La presencia fue confirmada por fotografías, tomadas por las seis cámaras trampa que fueron instaladas en unas 9500 hectáreas. El primer caso de avistamiento ocurrió en la comunidad de Plomosas. El puma se encuentra entre las comunidades de: Plomosas, Sta. María Magdalena, Benito Juárez, Las Mecas, Mesa Chica y El Saucillo.
En 2017, se registraron 16 reportes y en 2018 se registraron 8 reportes de ataques a ganados. El 7 de diciembre de 2018, fueron liberados 20 venados cola blanca; los cuales fueron liberados a fin de repoblar la montaña, y restablecer el equilibrio en la cadena alimenticia, para preservar a los pumas. Durante los tres primeros meses de 2019, sucedieron dos ataques contra ganado por depredadores, solo uno de ellos causado por el puma; así mismo, se registraron dos muertes de venado, una por ataque de puma, el 6 de enero y otra por causas naturales, el 8 de febrero.
El 21 de agosto de 2019, la Semarnath confirmó la presencia de una pareja, y dos crías. La hembra con el cachorro fueron registrados por las cámaras el 26 de febrero y, el 13 de abril, la familia completa, en la comunidad de Plomosas. El Programa Integral para la Conservación del Puma de Actopan, cuenta con la colaboración de un Grupo Técnico Interinstitucional, conformado por: SEMARNATH, SEMARNAT, PROFEPA, CONANP, SAGARPA, la UAEH, COLPOS, e Instancias Académicas y el Gobierno Municipal de Actopan.
El 27 de junio de 2020, se declaró como área natural protegida el Corredor Biológico de Actopan, ubicado en Mesa Chica y los ejidos El Saucillo, Las Mecas y Santa María Magdalena; con una superficie de 9267.38 hectáreas.

Mapa climatológico del municipio de Actopan.

## Demografía

### Dinámica poblacional

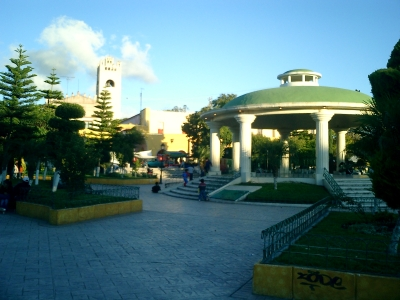
Localidad de Actopan.

De acuerdo con los resultados que presentó el Censo Población y Vivienda 2020 del INEGI, el municipio cuenta con un total de 61 002 habitantes, siendo 29 077 hombres y 31 925 mujeres. Su población lo que representa el 1.98 % de la población estatal; y ocupa el lugar 10.º entre los municipios de Hidalgo por población. Tiene una densidad de población de 224.4 hab./km².
El principal pueblo indígena es el otomí, quienes hablan principalmente Otomí del Valle del Mezquital; el cual también es denominado por sus propios hablantes hñähñú, ñänhú, ñandú, ñóhnño o ñanhmu. En el municipio habitan un total de 1735 personas que hablan alguna lengua indígena, de las cuales 1717 son bilingües (hablan español y alguna lengua indígena), y solamente 18 no hablan español.
La religión principal es la católica; el municipio pertenece a la arquidiócesis de Tulancingo; unas 50 369 personas profesan esta religión. Unas 5829 personas profesan religiones como protestante, pentecostal, la luz del mundo, cristiana, evangélica, iglesia de Jesucristo de los santos de los últimos días (mormón) entre otras. Unas 80 personas cuentan con otras creencias o preferencias espirituales diferentes a las anteriores. Y unas 4663 prsonas que declararon no tener religión o no estar adscritas en alguna.
Tiene una Tasa de alfabetización de 99.3 % en la población de 15 a 24 años, y de 95.0 % en la población de 25 años y más. El porcentaje de población según nivel de escolaridad, es de 3.4 % sin escolaridad, el 51.4 % con educación básica, el 23.9 % con educación media superior, el 21.2 % con educación superior, y 0.2 % no especificado. En cuanto a la situación conyugal el 27.9 % se encuentra casada, el 34.5 % se encuentra soltera, el 24.7 % está en unión libre, 1.4 % está separada o divorciada, el 5.3 % es viuda, y el 0.1 % no específico.,
En cuanto a sanidad, el municipio registra un total de quince unidades médicas de las cuales una pertenece al IMSS, una al ISSSTE, una al Programa Prospera y doce al SSAH; además de ocho Casas de Salud y ocho Técnicas en Salud coordinadas por la SSA. El porcentaje de población afiliada a servicios de salud es de 63.2 %. El 25.7 % se encuentra afiliada al IMSS, el 59.4 % al INSABI, el 14.1 % al ISSSTE, 0.5 % IMSS Bienestar, 0.2 % a las dependencias de salud de PEMEX, Defensa o Marina, 0.6 % a una institución privada, y el 0.3 % a otra institución. El porcentaje de población con alguna discapacidad es de 4.7 %.
Para 2020, el total de viviendas particulares habitadas es de 16 266 viviendas, representa el 1.9 % del total estatal. Con un promedio de ocupantes por vivienda 3.5 personas. En el municipio para el año 2020, el servicio de energía eléctrica abarca una cobertura del 98.9 %; el servicio de agua entubada un 70.1 %; el servicio de drenaje cubre un 96.5 %; y el servicio sanitario un 97.1 %. En cuanto a comunicaciones el 39.0 % cuenta con internet, el 50.5 % con televisión de paga, el 30.9 % computadora, el 29.0 % cuenta con teléfono fijo y el 85.8 % con teléfono celular.

### Localidades

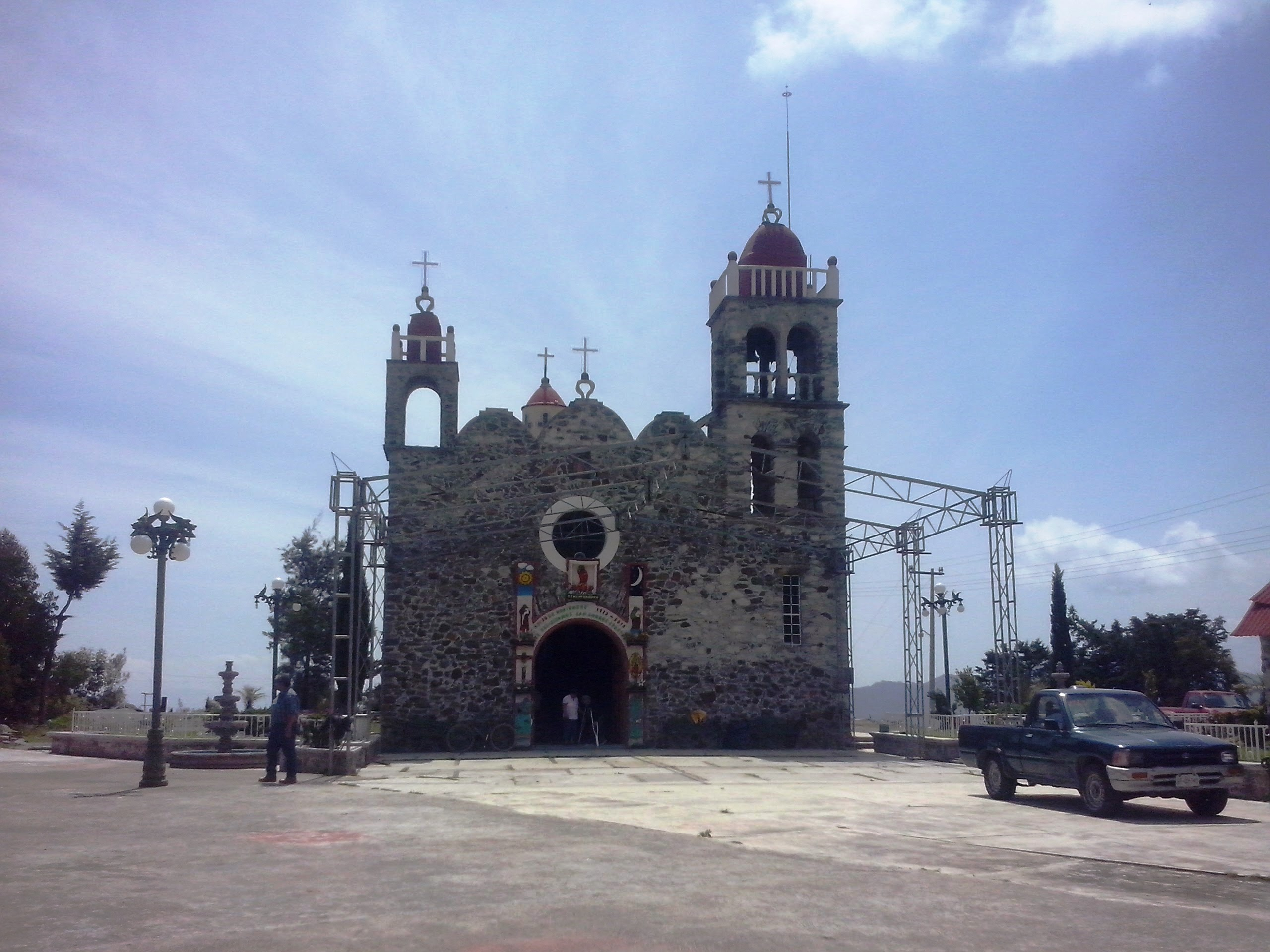
Localidad de San Andrés Tianguistengo.

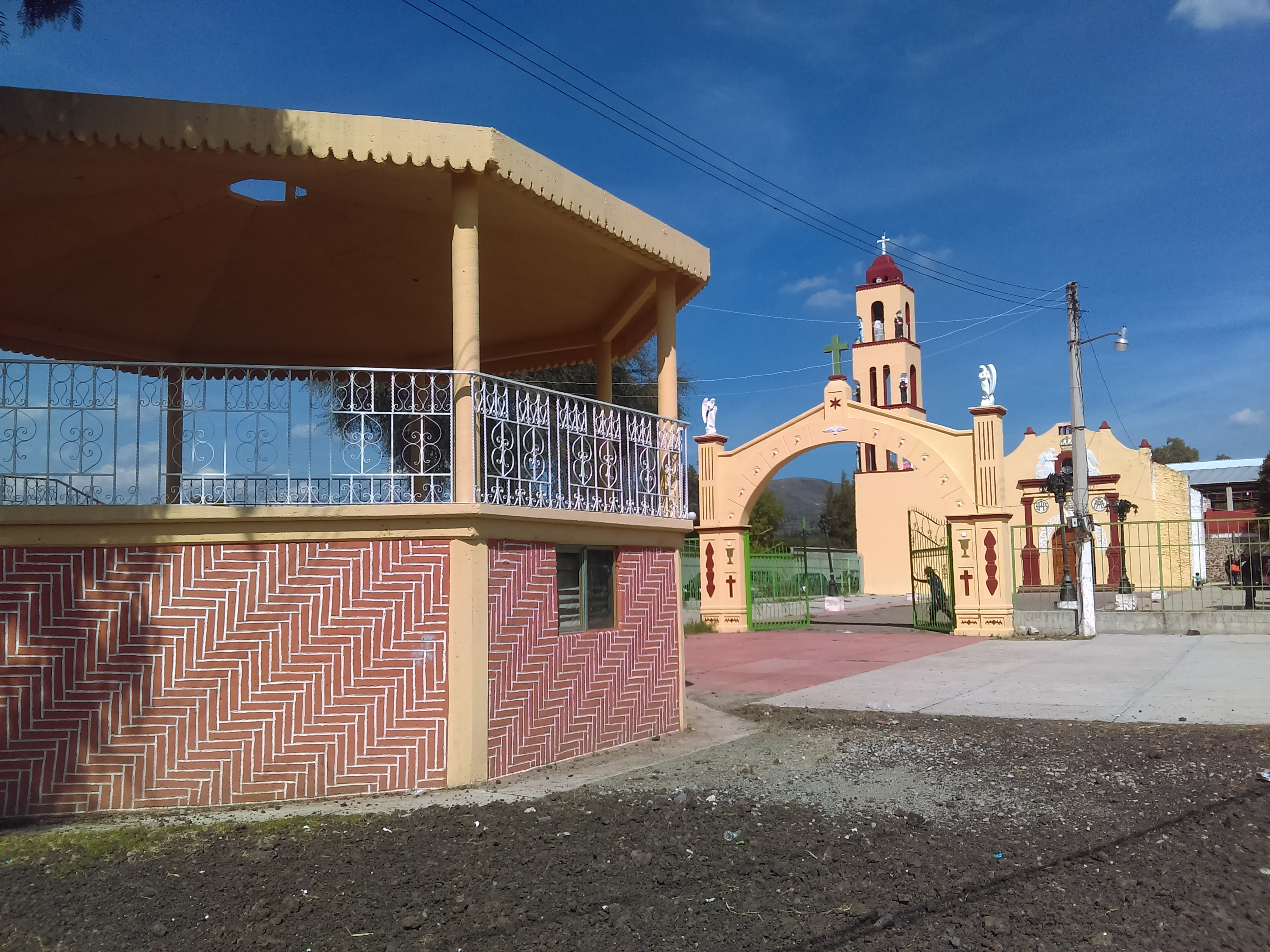
Localidad de Dajiedhi.

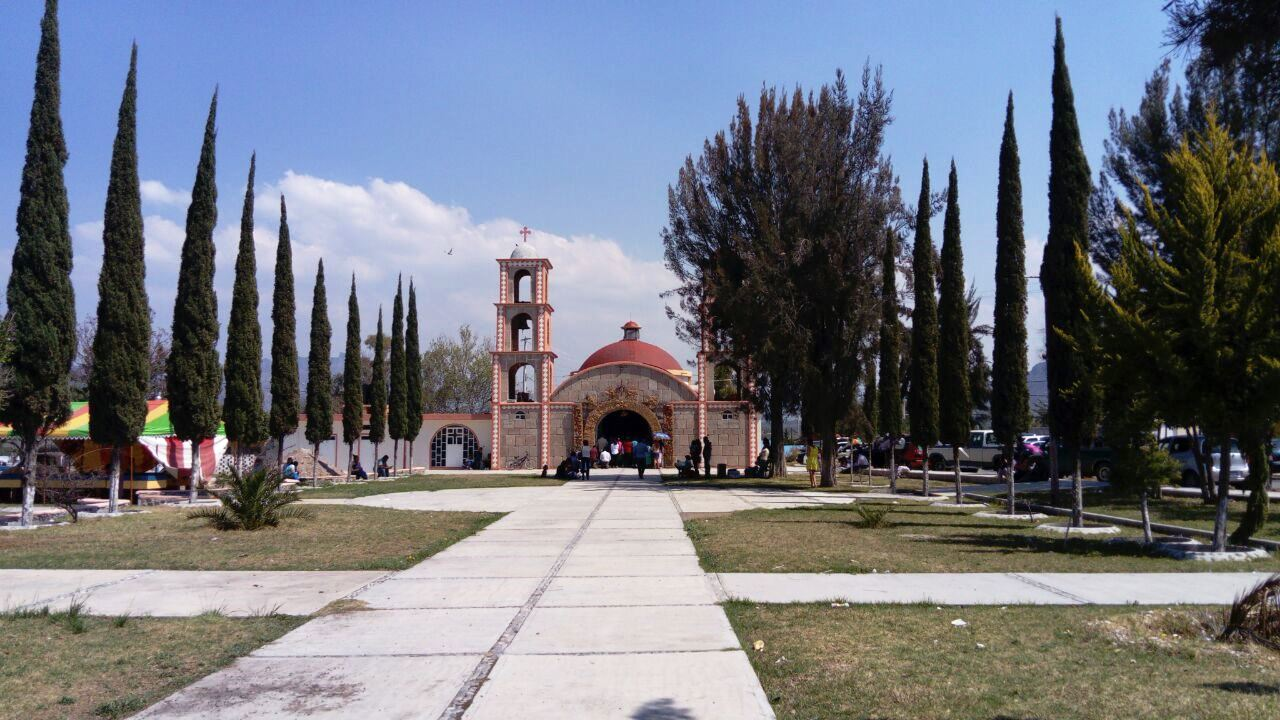
Localidad de Cuauhtémoc.

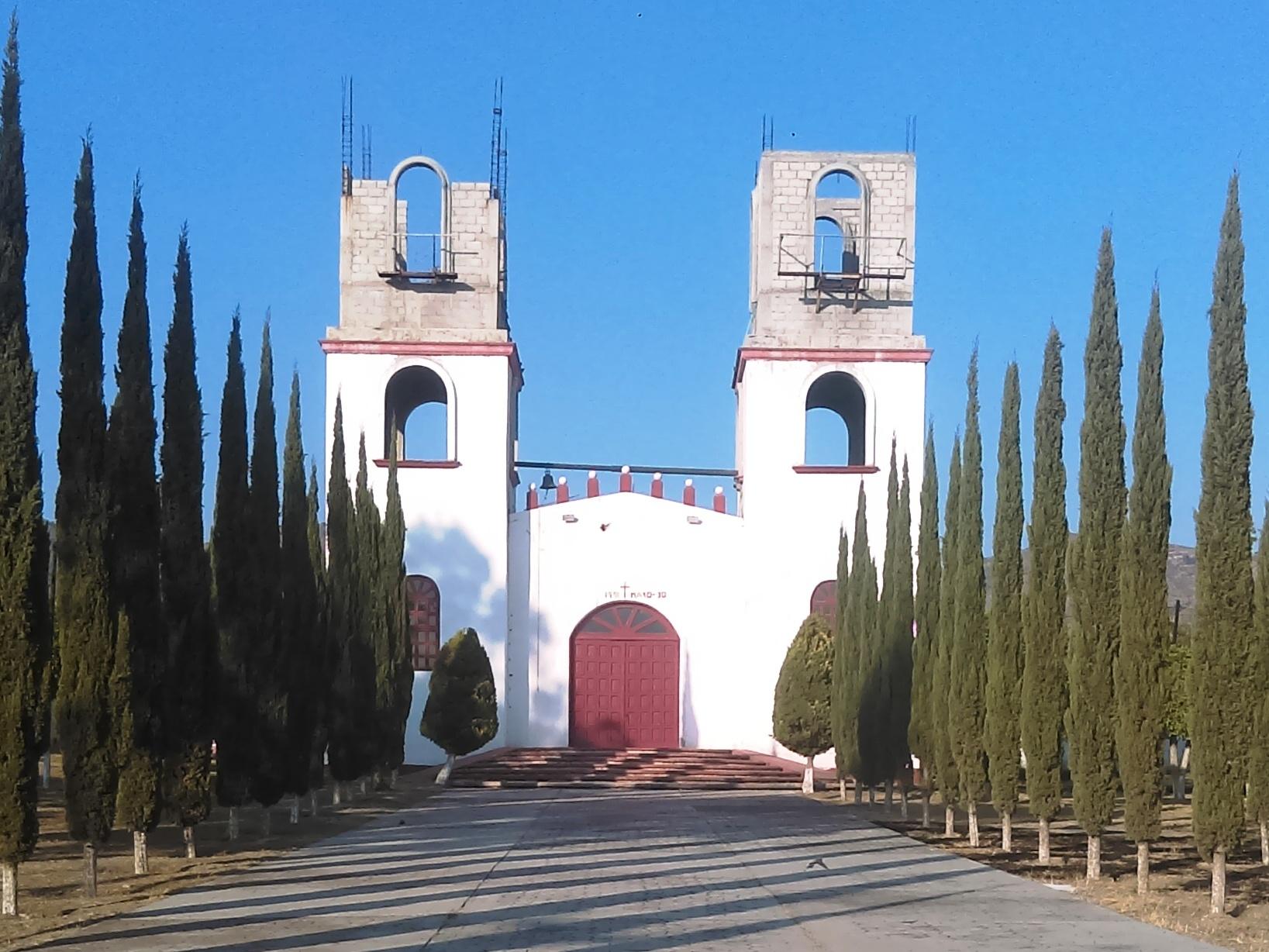
Localidad de La Estancia.

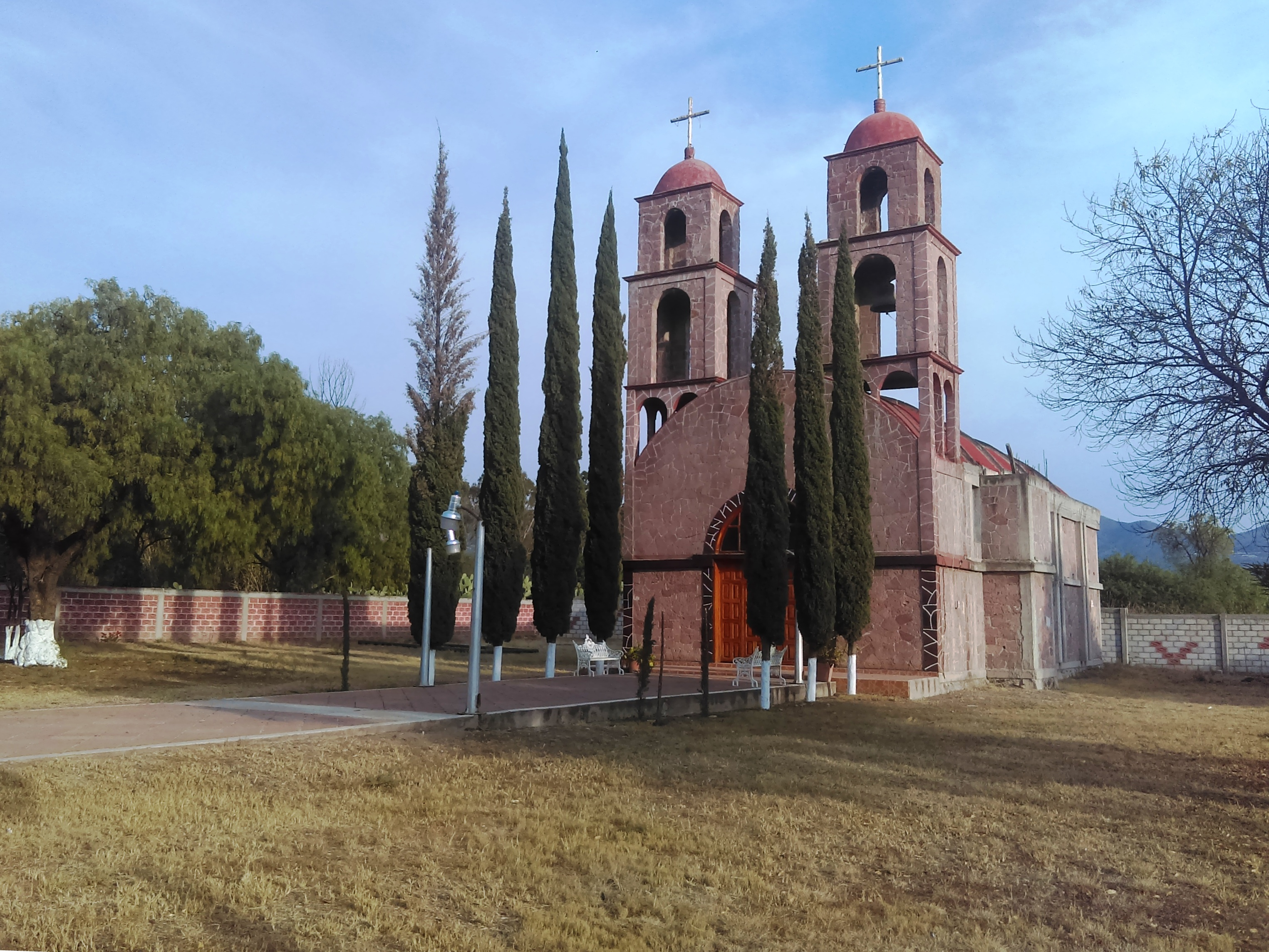
Localidad de San Diego Canguihuindo.

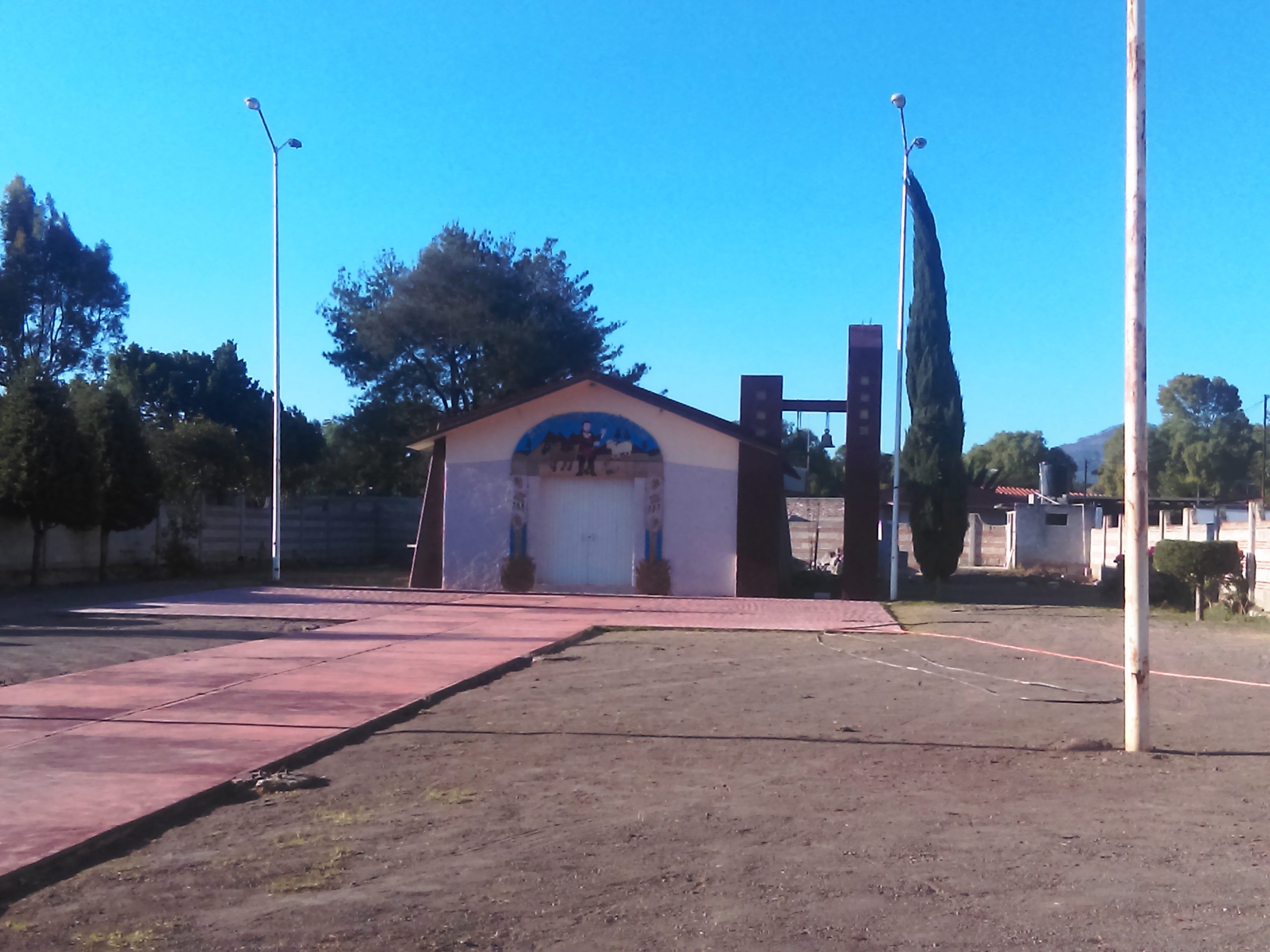
Localidad de La Peña.

Para el año 2020, de acuerdo al Catálogo de Localidades, el municipio cuenta con cuarenta localidades.
| Código INEGI | Localidad                                        | Población (2020) | Porcentaje (%) | Ámbito población | Categoría población |
| ------------ | ------------------------------------------------ | ---------------- | -------------- | ---------------- | ------------------- |
| 130030001    | Actopan                                          | 32 276           | 52.91          | Urbana           | Ciudad              |
| 130030010    | Chicavasco                                       | 3484             | 5.71           | Urbana           | Comunidad           |
| 130030014    | El Huaxtho                                       | 3131             | 5.13           | Urbana           | Comunidad           |
| 130030005    | El Boxtha                                        | 3034             | 4.97           | Urbana           | Comunidad           |
| 130030012    | El Daxthá                                        | 2754             | 4.51           | Urbana           | Comunidad           |
| 130030011    | Dajiedhi                                         | 2418             | 3.96           | Rural            | Comunidad           |
| 130030009    | Cuauhtémoc                                       | 1879             | 3.08           | Rural            | Comunidad           |
| 130030013    | La Estancia                                      | 1715             | 2.81           | Rural            | Comunidad           |
| 130030004    | Boxaxni                                          | 1543             | 2.53           | Rural            | Comunidad           |
| 130030015    | La Loma                                          | 1209             | 1.98           | Rural            | Comunidad           |
| 130030020    | La Peña                                          | 1122             | 1.84           | Rural            | Comunidad           |
| 130030007    | Cañada Chica Antigua                             | 913              | 1.50           | Rural            | Comunidad           |
| 130030003    | Bothi Baji                                       | 698              | 1.14           | Rural            | Comunidad           |
| 130030023    | San Andrés Tianguistengo                         | 663              | 1.09           | Rural            | Comunidad           |
| 130030040    | Casa Blanca                                      | 555              | 0.91           | Rural            | Comunidad           |
| 130030019    | El Palomo                                        | 488              | 0.80           | Rural            | Ranchería           |
| 130030006    | San Diego Canguihuindo                           | 417              | 0.68           | Rural            | Ranchería           |
| 130030016    | Santa María Magdalena                            | 360              | 0.59           | Rural            | Ranchería           |
| 130030026    | Xideje                                           | 306              | 0.50           | Rural            | Ranchería           |
| 130030024    | Saucillo                                         | 269              | 0.44           | Rural            | Ranchería           |
| 130030044    | Cuarta Manzana Chicavasco (La Ladera Chicavasco) | 236              | 0.39           | Rural            | Ranchería           |
| 130030043    | Segunda Manzana Chicavasco (El Pozo)             | 224              | 0.37           | Rural            | Ranchería           |
| 130030052    | El Porvenir                                      | 212              | 0.35           | Rural            | Ranchería           |
| 130030021    | Plomosas                                         | 169              | 0.28           | Rural            | Ranchería           |
| 130030017    | Las Mecas                                        | 136              | 0.22           | Rural            | Ranchería           |
| 130030053    | Tierras Coloradas Magdalena                      | 134              | 0.22           | Rural            | Ranchería           |
| 130030048    | San Isidro                                       | 131              | 0.21           | Rural            | Ranchería           |
| 130030037    | La Segunda Manzana de Magdalena (El Arco)        | 124              | 0.20           | Rural            | Ranchería           |
| 130030051    | El Paraje                                        | 82               | 0.13           | Rural            | Ranchería           |
| 130030035    | El Senthé                                        | 65               | 0.11           | Rural            | Ranchería           |
| 130030050    | Dos Cerritos                                     | 53               | 0.09           | Rural            | Ranchería           |
| 130030049    | Manzana de Golondrinas                           | 46               | 0.08           | Rural            | Ranchería           |
| 130030047    | El Apartadero                                    | 39               | 0.06           | Rural            | Ranchería           |
| 130030002    | Benito Juárez                                    | 35               | 0.06           | Rural            | Ranchería           |
| 130030018    | Mesa Chica                                       | 28               | 0.05           | Rural            | Ranchería           |
| 130030038    | La Presa                                         | 17               | 0.03           | Rural            | Ranchería           |
| 130030041    | San Pedrito                                      | 17               | 0.03           | Rural            | Ranchería           |
| 130030027    | La Escoba                                        | 11               | 0.02           | Rural            | Ranchería           |
| 130030039    | La Ardilla (Tierras Coloradas)                   | 8                | 0.01           | Rural            | Ranchería           |
| 130030028    | Rancho Osorios                                   | 1                | 0.00           | Rural            | Ranchería           |

## Administración y política

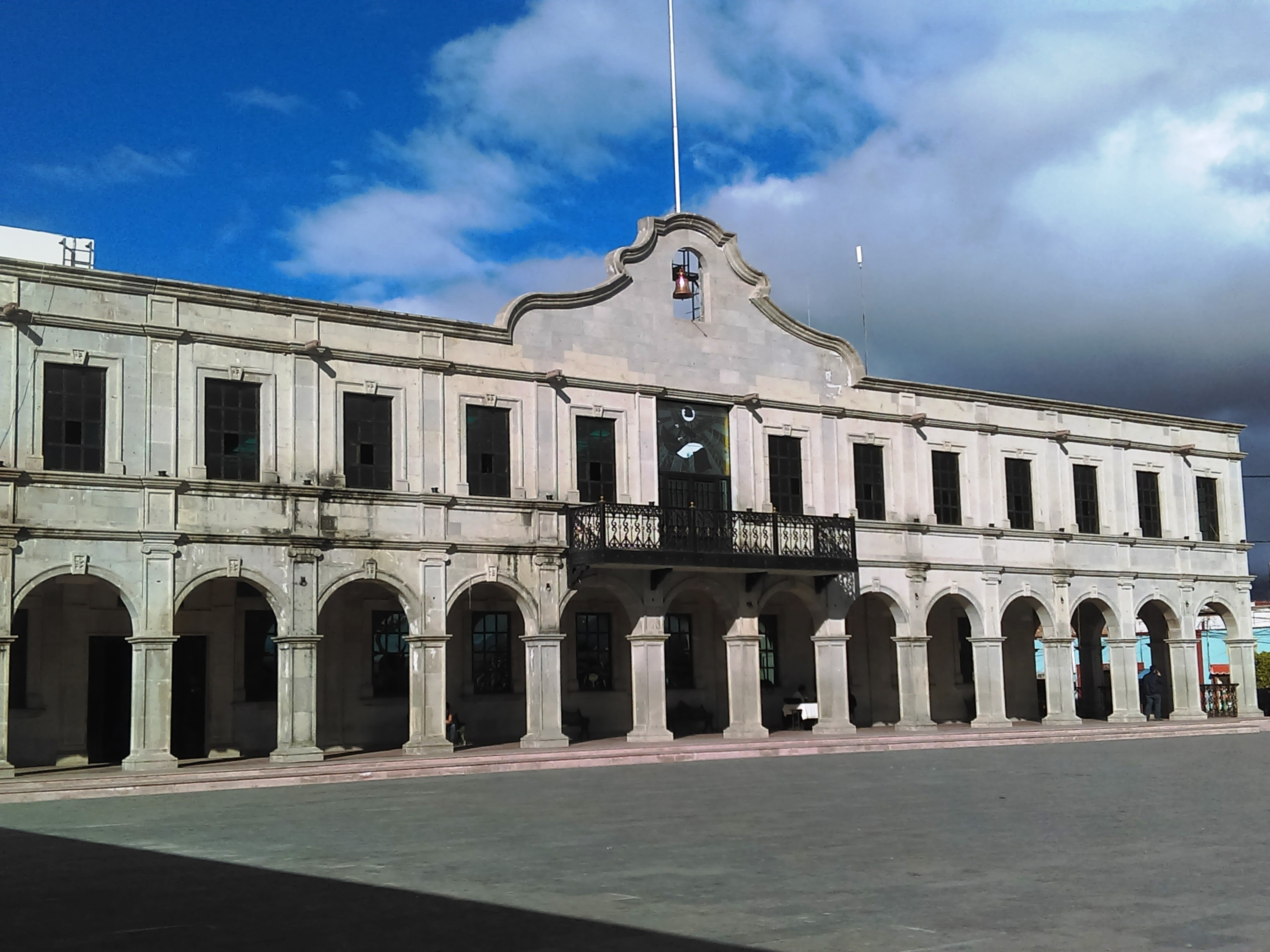
Palacio municipal de Actopan

Se erigió como municipio el 6 de agosto de 1824. El gobierno local de Actopan está conformado por un presidente municipal, un síndico procurador, once regidores y veinticuatro delegados municipales.
La presidenta municipal para el periodo del 2020 al 2024 es Tatiana Tonantzin Ángeles Moreno militante del partido político Morena. Este partido era el que encabezaba en este municipio, la coalición Juntos Haremos Historia para las elecciones estatales de 2020, integrada por el partido Movimiento Regeneración Nacional (Morena), el Partido del Trabajo (PT) y el Partido Encuentro Social (PES).
La ciudad es sede del III Distrito Electoral Federal de Hidalgo para la elección de diputados federales a la Cámara de Diputados de México; y del VIII Distrito Electoral Local de Hidalgo para la elección de diputados locales al Congreso de Hidalgo. A nivel estatal administrativo pertenece a la Macrorregión V y a la Microrregión VII, además de a la Región Operativa XI Actopan.
De acuerdo al Instituto Nacional electoral (INE) el municipio está integrado por treinta y cinco secciones electorales, de la 0034 a la 0068.

### Cronología de presidentes municipales
| Periodo                  | Presidente                       | Partido político           |
| ------------------------ | -------------------------------- | -------------------------- |
| 1944-1945                | Manuel Guzmán Velasco            | -                          |
| 1946-1948                | Pedro Fernández Salas            | -                          |
| 1949-1951                | Eulalio Ángeles Martínez         | -                          |
| 1952-1953                | César Zapata Islas               | -                          |
| 1953-1954                | Herminio Núñez Pagola            | -                          |
| 1955-1956                | Manuel García Peña               | -                          |
| 1956                     | Antonio Herrera Paredes          | -                          |
| 1957                     | Nicolás Olguín Morales           | -                          |
| 1958-1959                | Feliciano Castro Ruiz            | -                          |
| 1960-1961                | J. Trinidad Moreno Cruz          | -                          |
| 1961-1963                | Guadalupe Monroy Cortés          | -                          |
| 1964-1967                | Felipe Vega Bocanegra            | -                          |
| 1967-1970                | Ricardo Avilés Vargas            | -                          |
| 1970-1973                | Rafael Herrera Cabañas           | -                          |
| 1973-1976                | Leopoldo Gómez Ramírez           | -                          |
| 1976-1979                | Hilario Avilés Lugo              | -                          |
| 1979-1982                | Mario Espinoza Cortés            | -                          |
| 1982-1985                | Isauro Salanueva Camargo         | -                          |
| 1985-1988                | Ernesto Rafael Vega Guerro       | -                          |
| 1988-1991                | Álvaro Roberto Cortez Azpeitia   | -                          |
| 1991-1994                | Jesús Luz Meneses                | -                          |
| 16/01/1994 al 15/01/1997 | Reyes Vargas Paredes             | PRI                        |
| 16/01/1997 al 15/01/2000 | Daniel Alfredo Moreno Quijano    | PRI                        |
| 16/01/2000 al 15/01/2003 | Heber Sánchez Santillán          | PRI                        |
| 16/01/2003 al 15/01/2006 | Teódulo Quintín Pérez Portillo   | PRD                        |
| 16/01/2006 al 15/01/2009 | Leonardo Ramírez Álvarez         | PRI                        |
| 16/01/2009 al 15/01/2012 | Jaime Galindo Ugalde             | PRI                        |
| 16/01/2012 al 04/09/2016 | Gregorio Hernández Serrano       | PRI                        |
| 05/09/2016 al 04/09/2020 | Héctor Cruz Olguín               | PES                        |
| 05/09/2020 al 14/12/2020 | Heber Sánchez Santillán          | Concejo Municipal Interino |
| 15/12/2020 al 29/02/2024 | Tatiana Tonantzin Ángeles Moreno | Morena                     |
| 29/02/2024 al 30/04/2024 | Karina Vargas García             | Presidente suplente        |
| 30/04/2024 al 06/06/2024 | Socorro Apátiga Calvo            | Presidente suplente        |
| 06/06/2024 al 05/09/2024 | Tatiana Tonantzin Ángeles Moreno | Morena                     |
| 05/09/2024 al 04/09/2027 | Imelda Cuéllar Cano              | Morena                     |

## Infraestructura

### Vías de comunicación
La infraestructura que tiene Actopan en carreteras permite realizar una distribución e intercambio de bienes y servicios; con esta infraestructura se cuenta a partir de 1995. Se cuenta con una terminal de autobuses la Terminal de Autotransportes de Actopan (TAAC). En cuanto a carreteras, el municipio cuenta con un total 128 km, de los cuales 2 km son de troncal federal, 50 km son alimentadora estatal, 52 km son de caminos rurales, y 24 km son de brechas mejoradas. en el año 2015 se registraron 24 253 vehículos en el municipio.
La Carretera Federal 85 México-Laredo, es la principal vialidad de la ciudad, permite realizar una distribución e intercambio de bienes y servicios. En ella entronca la carretera Actopan-Tula, una de las carreteras más importantes a nivel estatal. Además, la ciudad cuenta con el bulevar Oriente, que funciona como libramiento permitiendo un traslado más rápido de turismo y comercio con destino a la Ciudad de México o Nuevo Laredo.

### Medios de comunicación
Existen servicios de una oficina de telégrafos, una oficina postal, cinco localidades cuentan con telefonía rural, y dos localidades cuentan con el servicio de banda ancha a través del programa México Conectado. Se cuenta con una señal de televisión local denominada “TVR3 Actopan”, en la que se transmiten noticieros, programas deportivos y distintos eventos culturales que se llevan a cabo en la región. También recibe la señal del canal estatal: Canal 3 Hidalgo. La señal radiofónica de la ciudad es: Radio Actopan (XHACT-FM), que funciona bajo el mando de Radio y Televisión de Hidalgo, donde se transmiten noticieros y programas de entretenimiento propios y cubre la mayoría de las comunidades del municipio en su totalidad, además de municipios aledaños.

## Cultura

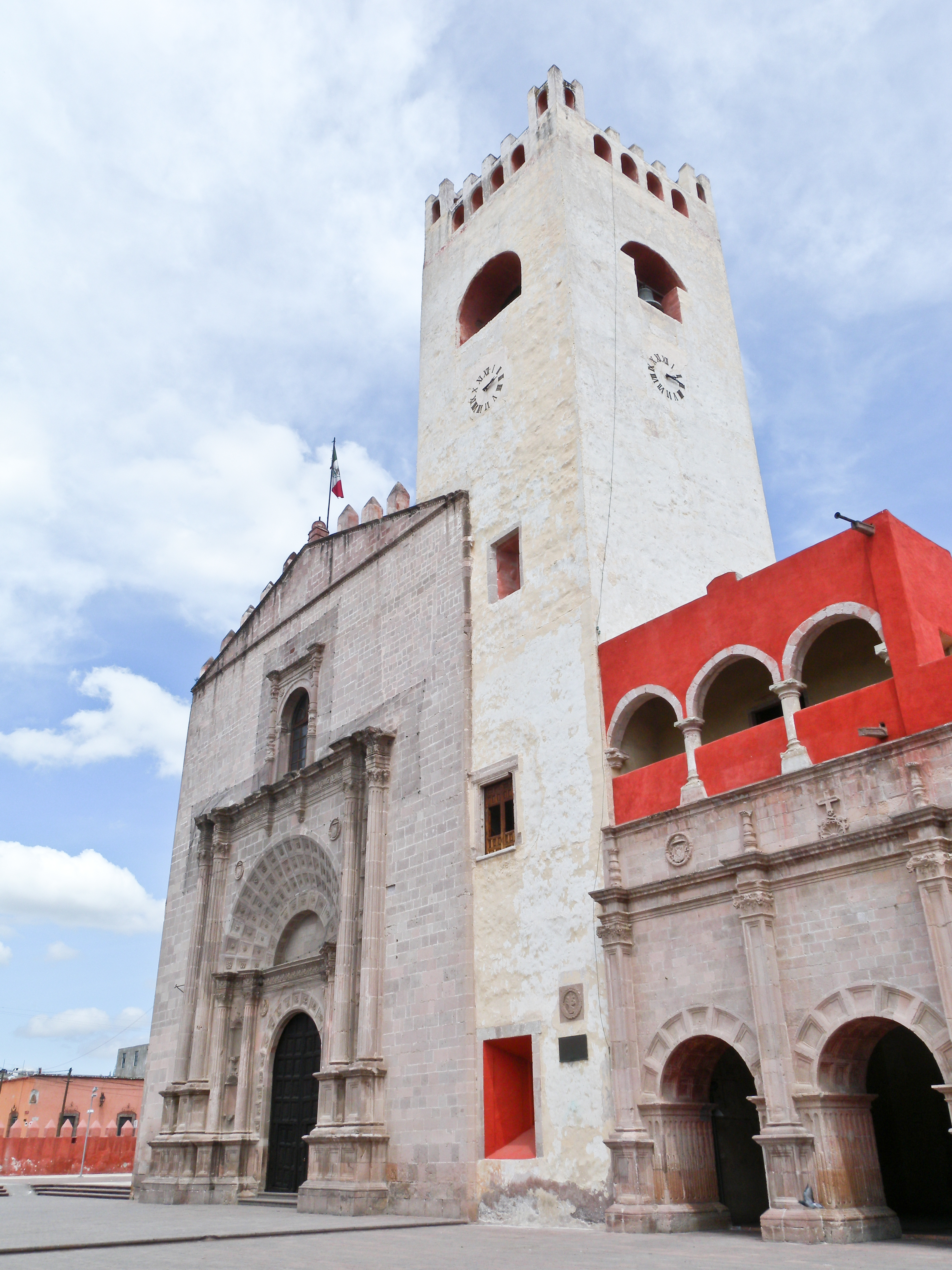
Templo y exconvento de San Nicolás de Tolentino.

En cuanto a arquitectura destaca el Templo y exconvento de San Nicolás de Tolentino es desde el punto de vista arquitectónico y pictórico, constituye uno de los mayores ejemplos del arte novohispano del siglo XVI. Este convento, muestra una combinación de estilos arquitectónicos como plateresco, morisco, mudéjar, gótico, románico y renacentista, Del periodo revolucionario han quedado los cascos de antiguas haciendas como la hacienda San Juan Tecojique, localizada en Chicavasco; y la hacienda de La Estancia en la comunidad que lleva el mismo nombre.
Dentro de las fiestas populares que se celebran en el municipio se encuentran todas las celebraciones religiosas como Semana Santa, Navidad, Día de Muertos y el 12 de diciembre se realizan los tradicionales festejos a la Virgen de Guadalupe. También destacan las fiestas cívicas como el Aniversario de la Independencia de México y el Aniversario de la Revolución mexicana. La principal celebración es la Feria Actopan, también denominada Feria de la Barbacoa; que se realiza en el mes de julio desde 1949; destaca desde el año 1971 el concurso de la barbacoa.
Las fiestas patronales más importantes del municipio son en la Colonia Cuauhtémoc en honor al Señor de la Salud; en Bothi Baji el 31 de enero en honor a San Juan Bosco; en El Boxtha el 5 de mayo en honor a la Virgen de la Soledad; en Chicavasco el 24 de agosto en honor a San Bartolo; en Dajiedhi 6 de agosto en honor a San Salvador; en El Daxthá el 6 de enero en honor del señor de Orizaba; en El Huaxtho el 8 de diciembre en honor a la Virgen de la Purísima Concepción; en La Peña el 15 de mayo en honor a San Isidro; en Santa María Magdalena en agosto en honor a Santa María Magdalena; y en la cabecera municipal el 10 de septiembre en honor San Nicolás de Tolentino.
El traje típico es de origen otomí; los hombres usaban calzón de manta y camisa de manta con algunos tejidos bordados, sombrero de palma y huaraches. El traje de las mujeres consiste una blusa de manta, cinta bordada, rebozo de hilo de ayate, falda de tela de color o blanca de manta, cinta para el cabello y aretes de vidrio. En gastronomía el platillo tradicional es la barbacoa de borrego horneada en un horno subterráneo, además como uno de sus platillos principales se encuentra el ximbó, que es carne de gallo doméstico envuelto con pencas de maguey y horneado en un horno subterráneo.

## Economía

### Indicadores económicos
En 2015 el municipio presentó un IDH de 0.776 (Alto), con estos datos ocupó el 12.º entre los municipios de Hidalgo por IDH. En 2005, el Instituto Nacional para el Federalismo y el Desarrollo Municipal (INAFED) estimó un Producto interno bruto (PIB) a precios corrientes de 376 558 288 dólares (2 664 631 570 pesos); y un ingreso per cápita de 7761 dólares (54 920 pesos). En cuanto a finanzas públicas, en 2015 registró ingresos y egresos brutos de 119 838 205 pesos.
De acuerdo con el Consejo Nacional de Evaluación de la Política de Desarrollo Social (Coneval), el municipio registra un Índice de Marginación Bajo. El 47.9 % de la población se encuentra en pobreza moderada y 9.4 % se encuentra en pobreza extrema. En 2015, el municipio ocupó el lugar 21 de 84 municipios en la escala estatal de rezago social. El 38.6 % de población presenta carencia de acceso a los servicios de salud, el 82.0 % acceso a la seguridad social, el 25.8 % acceso a los servicios básicos de la vivienda y el 25.9 % acceso a la alimentación.
De acuerdo con cifras al año 2015 presentadas en los Censos Económicos por el INEGI, la Población Económicamente Activa (PEA) del municipio asciende a 22 835 personas y la Población Económicamente Inactiva (PEI) es de 20 936 personas. De la PEA, 22 168 se encuentran ocupados (siendo el 59.1 % hombres, y el 40.9 % mujeres), y tan solo 667 se encuentran desocupados. Del personal ocupado, el 11.25 % pertenece al sector primario, el 26.51 % pertenece al sector secundario, el 61.18 % pertenece al sector terciario y 1.60 % no especificaron.

### Principales sectores económicos

#### Agricultura y ganadería

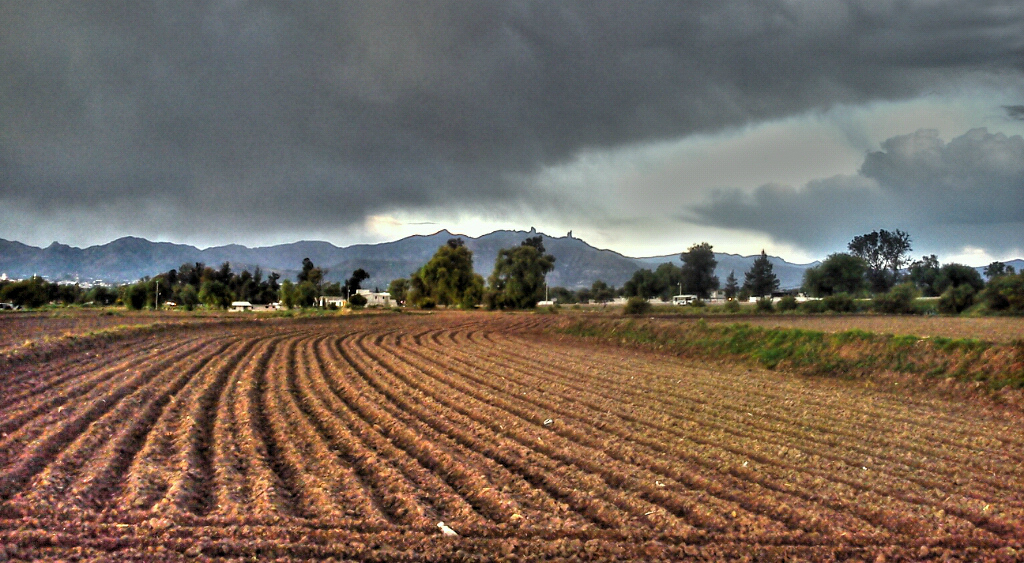
Terreno en Actopan destinado a la agricultura.

De acuerdo con el Sistema de Información Agrícola y Pesquera, durante el año agrícola 2014, en agricultura los principales cultivos fueron el maíz grano con una superficie sembrada de 3860 ha, alfalfa verde con 2445 ha, tuna 650 ha, frijol con 520 ha, avena forrajera con 176 ha, calabacita con 145 ha y chile verde con 90 ha. El total de volumen de producción de estos fue de 245 771 tn, con un valor de producción de 125 684 miles de pesos.
En cuanto a ganadería, para el año 2014 se contó con 497 655 cabezas de aves de corral; 3034 cabezas de ganado bovino; 6950 cabezas de ganado ovino; 1486 cabezas de ganado porcino; y 1360 cabezas de ganado caprino. También se contó con una producción de 18 167 miles de litros de leche.

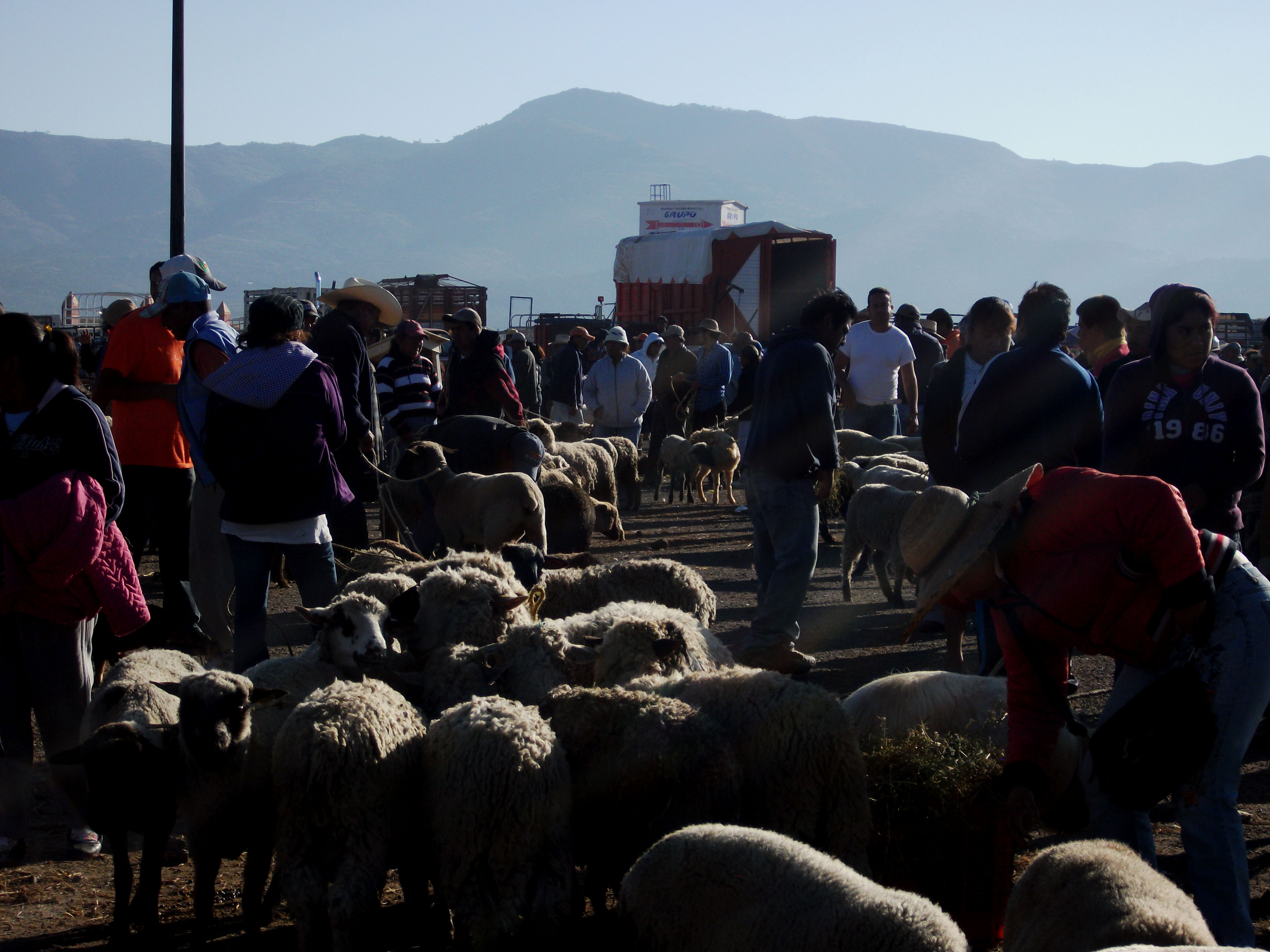
Mercado de animales de Actopan

En relación con la silvicultura se cuenta únicamente con 0.46 % de bosque; debido a que su vegetación se compone de matorrales, magueyes, nopales, mezquites; existen escasas maderas como pirules, encinos, huizaches, fresnos y oyameles, por lo tanto, el aprovechamiento de este recurso es muy bajo.

#### Industria y comercio

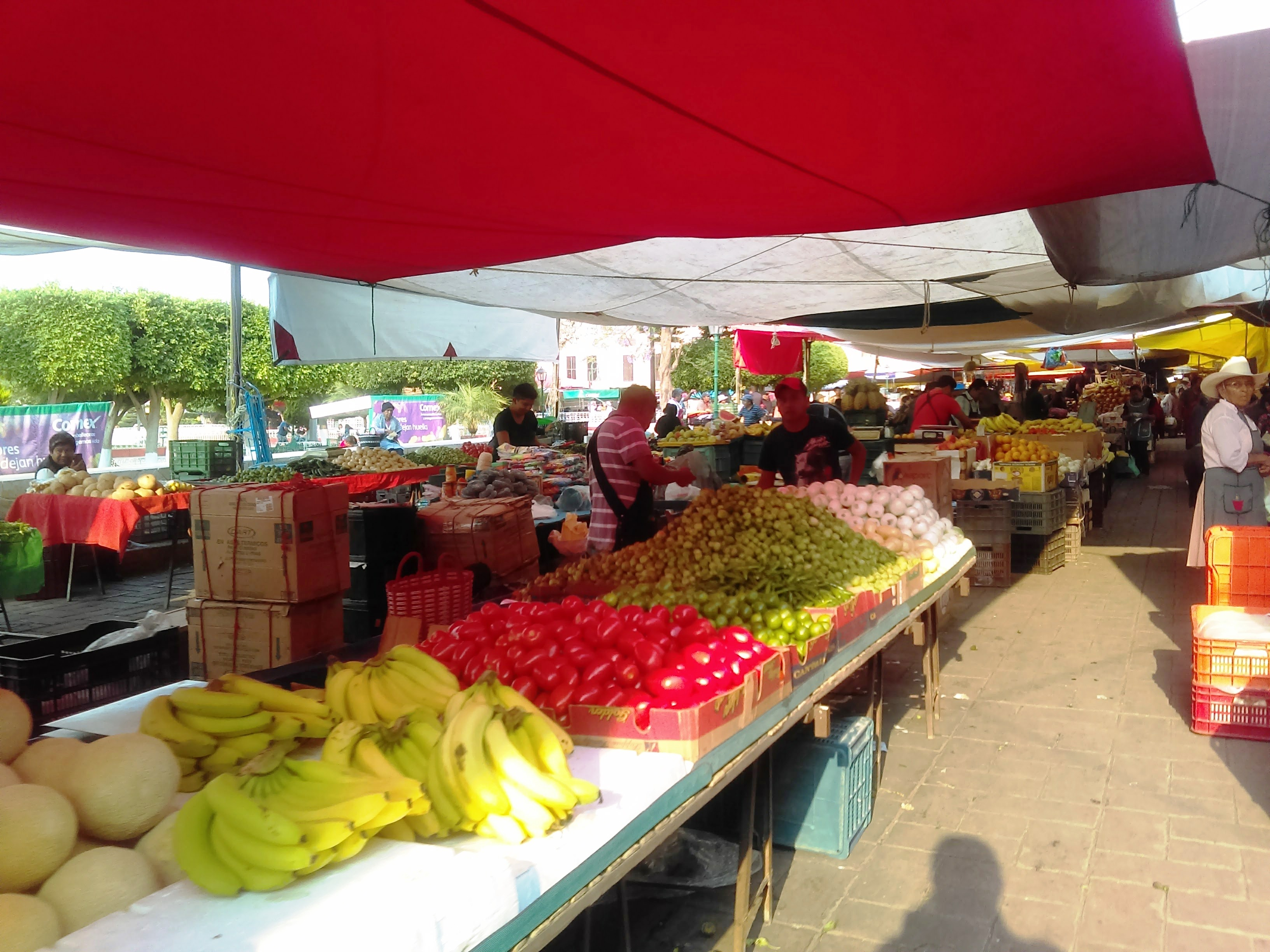
Tianguis de Actopan que se instala en la cabecera municipal todos los días miércoles.

En cuanto a la industria existen sobre todo, pequeñas como es la de huaraches, ladrillo para construcción y maquiladoras de ropa. En el municipio de acuerdo a los censo económico 2014 existen 3671 unidades económicas con un personal ocupado de 9350 personas, de las cuales 448 son de manufactura.
En lo que respecta al comercio en el municipio se cuenta con dos tianguis, siete tiendas Diconsa y tres lecheras Liconsa; además de dos mercados públicos, un rastro, una central de abastros y un centro de acopio. El comercio se ubica principalmente en las áreas urbanas de Chicavasco y la cabecera municipal.
En la cabecera municipal se cuenta además con cadenas comerciales como Farmacias Guadalajara y Oxxo; además de dos tiendas de autoservicios, Soriana Mercado y Mi Bodega Aurrera; así como nueve sucursales bancarias, entre las que se encuentran de Banamex, BBVA, Banco Azteca, HSBC y BanCoppel.

#### Turismo
El municipio presta servicio de nueve hoteles con categorías de cuatro y tres estrellas, con un total de 258 cuartos disponibles; cuenta con dieciséis restaurantes, tres cafeterías, dos centros nocturnos y nueve bares. El municipio se encuentra dentro del denominado Corredor Turístico de los Balnearios, promovido por la Secretaría de Turismo Federal y Estatal. Este corredor pasa por los municipios de Actopan, Santiago de Anaya, Ixmiquilpan, Tasquillo, Tecozautla y Huichapan.